# Porsche in Formula 1
La Porsche è stata una squadra corse tedesca di Formula 1 con sede a Stoccarda, sezione sportiva dell'omonima casa automobilistica.
Partecipò al Campionato mondiale di Formula 1 dal 1958 al 1964, raggiungendo come miglior piazzamento il 3º posto nel 1961.

## Storia

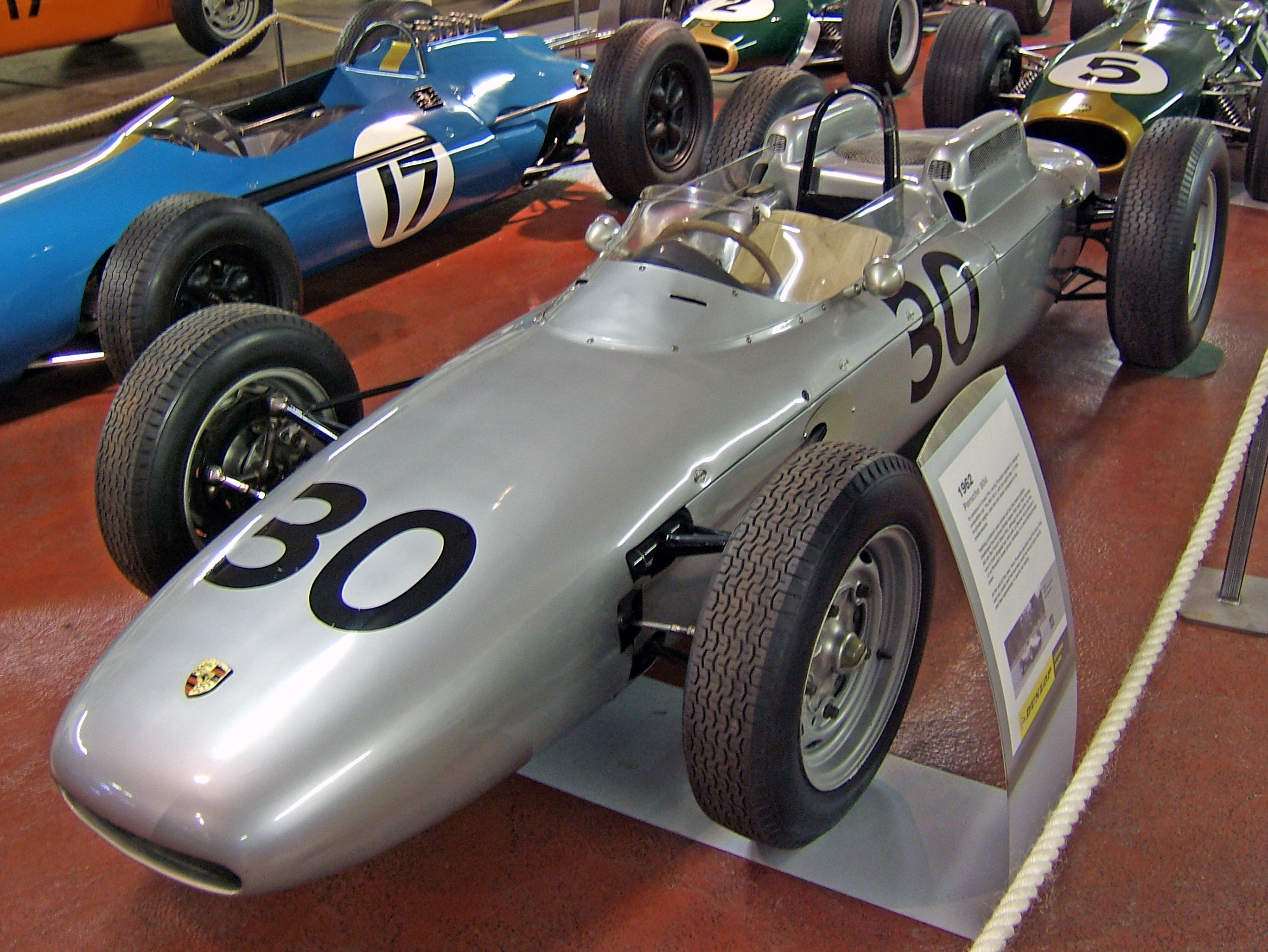
Una Porsche 804 del 1962

Nella massima categoria vinse il Gran Premio di Francia 1962 con Dan Gurney e fece sua anche la pole-position del Gran Premio di Germania nello stesso anno sempre con Gurney alla guida.

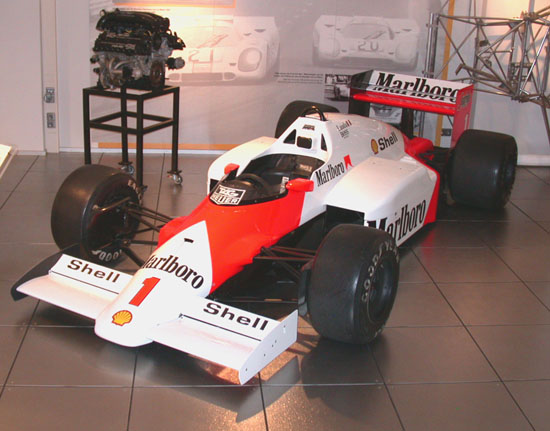
Una McLaren MP4/2 TAG Porsche

La casa tedesca ritornerà nella massima serie motoristica nel 1983, fornendo motori turbo ribattezzati TAG Porsche alla McLaren vincendo due Campionati Costruttori (1984-1985) e tre allori Piloti (1984-1985-1986).
Una successiva esperienza con il team Footwork nel 1991 si rivelerà fallimentare. Da allora la Porsche non ha più partecipato al Mondiale di Formula 1.
| Anno | Vettura | Motore               | Gomme | Piloti |  |  |  |  |  |  |  |   |  |  |  |  |  |  |  |  |  |  |  |  |  |  |  |  | Punti | Pos. |
| ---- | ------- | -------------------- | ----- | ------ |  |  |  |  |  |  |  | - |  |  |  |  |  |  |  |  |  |  |  |  |  |  |  |  | ----- | ---- |
| 1958 | RSK F2  | Porsche 547/3 1.5 F4 |       | Barth  |  |  |  |  |  |  |  | 6 |  |  |  |  |  |  |  |  |  |  |  |  |  |  |  |  | 0     | -    |

| Anno | Vettura | Motore               | Gomme | Piloti      |     |  |  |  |  |    |  |  |  |  |  |  |  |  |  |  |  |  |  |  |  |  |  |  | Punti | Pos. |
| ---- | ------- | -------------------- | ----- | ----------- | --- |  |  |  |  | -- |  |  |  |  |  |  |  |  |  |  |  |  |  |  |  |  |  |  | ----- | ---- |
| 1959 | 718     | Porsche 547/6 1.5 F4 | D     | von Trips   | Rit |  |  |  |  | NP |  |  |  |  |  |  |  |  |  |  |  |  |  |  |  |  |  |  | 0     | -    |
| 1959 | 718     | Porsche 547/6 1.5 F4 | D     | de Filippis | NQ  |  |  |  |  |    |  |  |  |  |  |  |  |  |  |  |  |  |  |  |  |  |  |  | 0     | -    |

| Anno | Vettura | Motore               | Gomme | Piloti   |  |  |  |  |  |  |  |  |   |  |  |  |  |  |  |  |  |  |  |  |  |  |  |  | Punti | Pos. |
| ---- | ------- | -------------------- | ----- | -------- |  |  |  |  |  |  |  |  | - |  |  |  |  |  |  |  |  |  |  |  |  |  |  |  | ----- | ---- |
| 1960 | 718     | Porsche 547/3 1.5 F4 | D     | Barth    |  |  |  |  |  |  |  |  | 7 |  |  |  |  |  |  |  |  |  |  |  |  |  |  |  | 1     | 7º   |
| 1960 | 718     | Porsche 547/3 1.5 F4 | D     | Herrmann |  |  |  |  |  |  |  |  | 6 |  |  |  |  |  |  |  |  |  |  |  |  |  |  |  | 1     | 7º   |

| Anno | Vettura | Motore               | Gomme | Piloti   |    |    |   |   |   |     |     |   |  |  |  |  |  |  |  |  |  |  |  |  |  |  |  |  | Punti   | Pos. |
| ---- | ------- | -------------------- | ----- | -------- | -- | -- | - | - | - | --- | --- | - |  |  |  |  |  |  |  |  |  |  |  |  |  |  |  |  | ------- | ---- |
| 1961 | 718     | Porsche 547/6 1.5 F4 | D     | Bonnier  | 12 | 11 | 7 | 7 | 5 | Rit | Rit | 6 |  |  |  |  |  |  |  |  |  |  |  |  |  |  |  |  | 22 (23) | 3º   |
| 1961 | 718     | Porsche 547/6 1.5 F4 | D     | Gurney   | 5  | 10 | 6 | 2 | 7 | 7   | 2   | 2 |  |  |  |  |  |  |  |  |  |  |  |  |  |  |  |  | 22 (23) | 3º   |
| 1961 | 718     | Porsche 547/6 1.5 F4 | D     | Herrmann | 9  |    |   |   |   | 13  |     |   |  |  |  |  |  |  |  |  |  |  |  |  |  |  |  |  | 22 (23) | 3º   |

| Anno | Vettura | Motore                                  | Gomme | Piloti  |     |     |  |    |     |   |    |    |  |  |  |  |  |  |  |  |  |  |  |  |  |  |  |  | Punti   | Pos. |
| ---- | ------- | --------------------------------------- | ----- | ------- | --- | --- |  | -- | --- | - | -- | -- |  |  |  |  |  |  |  |  |  |  |  |  |  |  |  |  | ------- | ---- |
| 1962 | 804 718 | Porsche 753 1.5 F8 Porsche 547/6 1.5 F4 | D     | Bonnier | 7   | 5   |  | 10 | Rit | 7 | 6  | 13 |  |  |  |  |  |  |  |  |  |  |  |  |  |  |  |  | 18 (19) | 5º   |
| 1962 | 804 718 | Porsche 753 1.5 F8 Porsche 547/6 1.5 F4 | D     | Gurney  | Rit | Rit |  | 1  | 9   | 3 | 13 | 5  |  |  |  |  |  |  |  |  |  |  |  |  |  |  |  |  | 18 (19) | 5º   |
| 1962 | 804 718 | Porsche 753 1.5 F8 Porsche 547/6 1.5 F4 | D     | Hill    |     |     |  |    |     |   |    | NP |  |  |  |  |  |  |  |  |  |  |  |  |  |  |  |  | 18 (19) | 5º   |

| Anno | Vettura | Motore               | Gomme | Piloti      |  |   |     |  |    |     |    |   |    |    |  |  |  |  |  |  |  |  |  |  |  |  |  |  | Punti | Pos. |
| ---- | ------- | -------------------- | ----- | ----------- |  | - | --- |  | -- | --- | -- | - | -- | -- |  |  |  |  |  |  |  |  |  |  |  |  |  |  | ----- | ---- |
| 1963 | 718     | Porsche 547/6 1.5 F4 | D     | de Beaufort |  | 6 | 9   |  | 10 | Rit | NQ | 6 | 10 | 10 |  |  |  |  |  |  |  |  |  |  |  |  |  |  | 5     | 7º   |
| 1963 | 718     | Porsche 547/6 1.5 F4 | D     | Mitter      |  |   | Rit |  |    | 4   |    |   |    |    |  |  |  |  |  |  |  |  |  |  |  |  |  |  | 5     | 7º   |

| Anno | Vettura | Motore               | Gomme | Piloti      |  |     |  |  |  |    |  |  |  |  |  |  |  |  |  |  |  |  |  |  |  |  |  |  | Punti | Pos. |
| ---- | ------- | -------------------- | ----- | ----------- |  | --- |  |  |  | -- |  |  |  |  |  |  |  |  |  |  |  |  |  |  |  |  |  |  | ----- | ---- |
| 1964 | 718     | Porsche 547/6 1.5 F4 | D     | de Beaufort |  | Rit |  |  |  | NQ |  |  |  |  |  |  |  |  |  |  |  |  |  |  |  |  |  |  | 0     | -    |